# Michael Kukrle
Michael Kukrle (17 de novembro de 1994) é um ciclista profissional checo que atualmente milita nas fileiras do conjunto Elkov-Kasper.

## Palmarés
- 2018
  - 1 etapa do Grande Prêmio Ciclista de Gemenc
  - 3.º no Campeonato da República Checa Contrarrelógio 
  - 1 etapa do Tour da República Checa[1]
- Volta a Bohemia Meridional

- 2020
- Dookoła Mazowsza,[2] mais 1 etapa

- 2021
- Campeonato da República Checa em Estrada

## Resultados em Grandes Voltas e Campeonatos do Mundo
| Corrida            | Corrida            | 2016 | 2017 | 2018 | 2019 | 2020 | 2021 |
| ------------------ | ------------------ | ---- | ---- | ---- | ---- | ---- | ---- |
|                    | Giro d'Italia      | —    | —    | —    | —    | —    | —    |
|                    | Tour de France     | —    | —    | —    | —    | —    | —    |
|                    | Volta a Espanha    | —    | —    | —    | —    | —    | —    |
| Mundial em Estrada | Mundial em Estrada | —    | —    | Ab.  | —    | —    | —    |

—: não participa

Ab.: abandono